# Mixteken
De Mixteken of Ñudzahui zijn een Indiaans volk dat leeft in Mexico, in de staten Oaxaca, Guerrero en Puebla. Er leven 726.601 Mixteken in Mexico. De Mixteken spreken Mixteeks, een taal uit de Oto-Mangueaanse taalfamilie, en daarnaast ook Spaans.

## Nomenclatuur
De Mixteken danken hun naam aan de Azteken, die hen in het Nahuatl Mixtecah noemen, wat 'wolkenmensen' betekent. Zij noemen zichzelf Ñudzahui (alternatieve spellingen: Ñuu Savi, Ñuudjau, Ñuudavi of Naasavi). De naam Ñudzahui wint langzaam maar zeker aan populariteit in academische kringen ten koste van Mixteken.
Het gebied dat de Mixteken bewonen wordt de Sierra Mixteca (letterlijk: Mixtekengebergte), kortweg Mixteca, genoemd. De Mixteca wordt ingedeeld in de Mixteca Alta (Hoge Mixteca), Mixteca Baja (Lage Mixteca) en de Mixteca de la Costa (Kust-Mixteca). Ook de verschillen binnen Mixteekse taal en cultuur volgen deze indeling.

## Precolumbiaanse geschiedenis

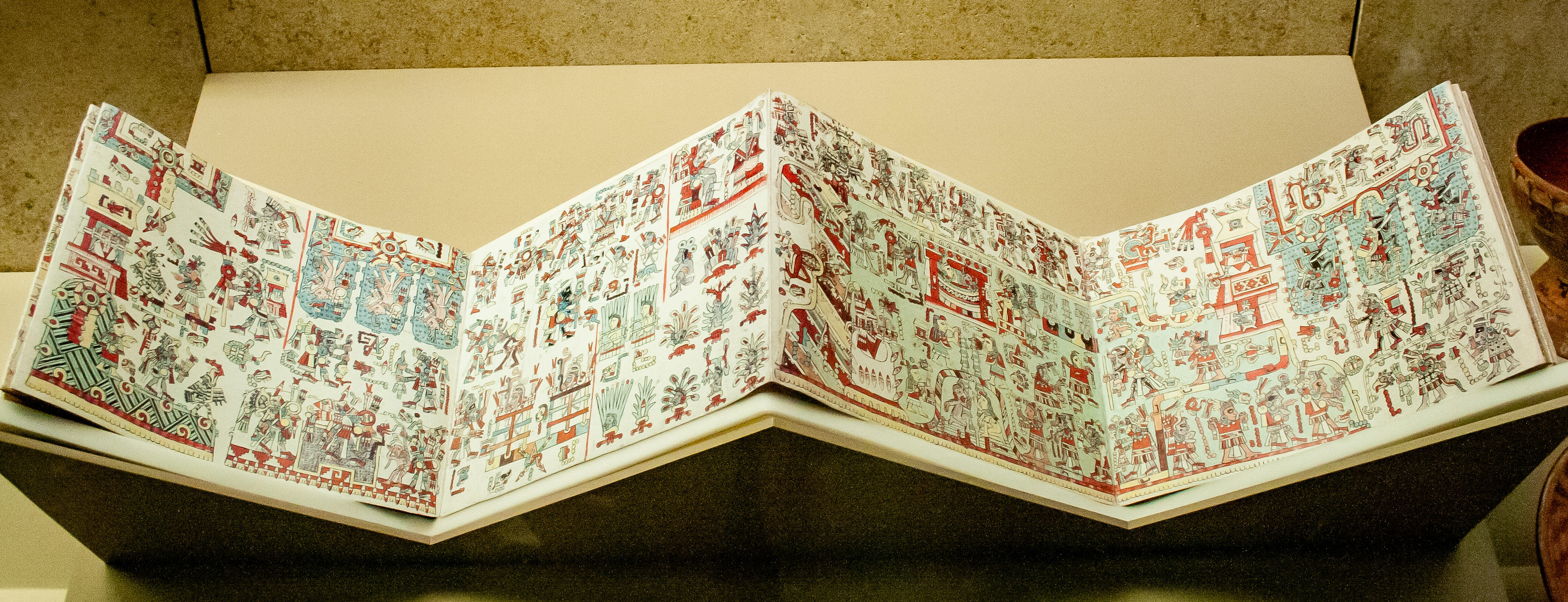
Mixteekse codex

Voor de komst van de Europeanen hadden de Mixteken een hoogontwikkelde beschaving. Belangrijke Mixteekse centra zijn Tilantongo, Achiutla, Cuilapan, Huamelupan, Mitla, Tlaxiaco, en Yucuñudahui. Bovendien bouwden de Mixteken gedeelten van Monte Albán (gesticht door de Zapoteken, maar veroverd door de Mixteken). De voorwerpen gemaakt door Mixteekse ambachtslieden waren befaamd in heel Meso-Amerika, vooral vanwege hun goudsmeedkunst, aardewerk en hun codices.
De oudste bewijzen van het bestaan van een Mixteekse cultuur dateren uit de 7e eeuw. De Mixteken waren de eeuwige rivalen van de hen omringende Zapoteken. Tegen het einde van het eerst millennium hadden zij de Zapoteken grotendeels weten te onderwerpen. De Mixteken leefden oorspronkelijk in een los verbond van stadstaten, waarvan Tilantongo de machtigste was. Een bekende leider van Tilantongo was 8-Hert Jaguar Klauw. 8-Hert wist verschillende steden te verenigen in een machtig vorstendom en sloot een verbond met de Tolteken, maar werd uiteindelijk gedood door een rivaliserende vorst.
De Mixteken werden eind 15e eeuw onderworpen door de Azteken onder Ahuitzotl. De Azteken waren erg onder de indruk van de Mixteekse kunstnijverheid, en namen veel motieven en methoden van hen over. Desalniettemin een aantal zuidelijke Mixteekse stadstaten succesvol weerstand wisten te bieden aan de Azteekse veroveraars. Deze staatjes, waaronder Tilantongo, waren ten tijde van komst van de Spaanse conquistadores nog steeds onafhankelijk en boden fel weerstand, maar werden uiteindelijk toch verslagen door Pedro de Alvarado.

## Recente geschiedenis
Porfirio Díaz, president van Mexico van 1876 tot 1911 was voor een deel Mixteeks. Hoewel hij prat ging op het precolumbiaanse culturele erfgoed (hij liet onder andere Mitla restaureren) beschouwde hij de Indianen van zijn tijd, inclusief de Mixteken, als een achterlijk volk dat zich diende aan te passen aan de beschaving of te verdwijnen. Op aansporing van Gabino Barreda werden veel Mixteekse plaatsnamen vervangen door Spaanse. Pas sinds de laatste decennia hebben de Mixteken het iets beter gekregen, hoewel velen geëmigreerd zijn om in hun levensonderhoud te kunnen voorzien. In de oostelijke voorsteden van Mexico-Stad en de staten Sonora en Neder-Californië. Zelfs in Californië in de Verenigde Staten woont een grote Mixteekse gemeenschap - naar schatting zo'n 100.000, waarmee het een van de talrijkste indianenvolkeren in de Verenigde Staten is geworden. In de stad Fresno bestaat zelfs een radiozender die in het Mixteeks uitzendt. 
Op muzikaal gebied worden de Mixteken onder anderen vertegenwoordigd door de populaire zangeres Lila Downs Sánchez, dochter van een Mixteekse moeder en vloeiend spreekster van zowel het Mixteeks als het Engels. 